# Bene Gesserit
Bene Gesserit je fiktivní sesterstvo z románové série Duna Franka Herberta. Členky Sesterstva jsou cvičeny k mimořádným fyzickým a psychickým schopnostem, díky nimž jsou nesmírně nebezpečnými protivnicemi v boji a ovládají techniky, které běžným lidem připadají neuvěřitelné. Proto bývají hanlivě označovány jako benegesseritské čarodějnice.

## Benegesseritské dovednosti a cíle

### Genetické manipulace
Hlavním cílem Bene Gesseritu je vylepšování genetického potenciálu lidstva pečlivým křížením vybraných jedinců. Protože benegesseritský kodex zapovídá umělé oplodnění, užívá Sesterstvo svých mocných politických vlivů k tomu, aby své členky dostalo do předních šlechtických rodů (například jako manželky nebo milenky), jejichž potomky pak může škola vychovat a dohlížet na jejich vývoj.

### Voda života
Žluč písečného červa na Arrakis je prudce jedovatá (jde o látku blízkou koncentrované melanži), avšak některé ženy ji dokáží ve svém těle přetvořit na opojnou drogu, nazývanou Voda života. Pokud žena ve zkoušce jedem uspěje, odhalí se jí vzpomínky všech jejích předků, avšak pouze v ženské linii. Takové ženy jsou Bene Gesseritem označovány jako Ctihodné matky a většina benegesseriťanek je školena právě za tímto účelem. Kromě žen z Bene Gesseritu však v ojedinělých případech může melanžovou agonií úspěšně projít i obyčejná žena (označovaná jako divoká Ctihodná matka).
Po získání zděděných vzpomínek zpravidla nějakou dobu trvá, než je Ctihodná matka dokáže vstřebat a účinně využívat, navíc čím starší tyto vzpomínky jsou, tím obtížněji se vyvolávají. Reálné schopnosti z toho plynoucí se tedy u každé Ctihodné matky liší. V některých případech se navíc stává, že je Ctihodná matka ovládnuta některým ze svých vnitřních životů a ztratí nad sebou kontrolu, což vede k šílenství a někdy i k sebevraždě. Zpravidla se to stává u sester, které podstoupí zkoušku Vodou života v příliš mladém věku. Bene Gesserit tyto Ctihodné matky označuje jako Zvrácenost a snaží se jich ze všech sil vyvarovat. Příkladem Zvrácenosti je Alia Atreidová. Také Anirul Corrinová měla často problémy se svými vnitřními životy. 
Vedlejším, ale významným efektem zkoušky Vodou života je získaná imunita vůči většině jedů – Ctihodná matka dokáže každý požitý jed ve svém těle neutralizovat na neškodnou látku.
Dvě Ctihodné matky si navíc mohou své zděděné vzpomínky navzájem předávat, a duše každé benegesseriťanky tak může v myslích ostatních Sester přežívat prakticky věčně.  To přispívá k tomu, že benegesseritské Sestry jsou Sesterstvu zcela oddány a neváhají položit život za jeho přežití.

### Kwisatz Haderach
Výraz je překládán jako “zkrácení cesty” nebo “osoba, která může být na více místech současně”. Jde o nejdůležitější a nejtajnější úkol genetických manipulací Bene Gesseritu – jde o to vychovat muže, který by stejně jako Ctihodná matka uspěl ve zkoušce Vodou života, a získal by tak zděděné vzpomínky nejen v ženské, ale i v mužské linii. Tohoto nadčlověka hodlal Bene Gessirit poté dosadit na imperiální trůn. Na tento úkol se soustředil po devadesát generací. Některé benegesseriťanky, nazývané kwisatzové sestry, byly speciálně školeny, aby dokázaly odhadnout potenciálně nejlepší jedince, které je třeba zkřížit, aby projekt spěl k výsledku. 
Protože projekt nedopadl podle jejich očekávání, jelikož se výsledný Kwisatz Haderach Paul Atreides distancoval od jakékoli spolupráce se Sesterstvem, v pozdějších staletích Bene Gesserit pozměnil své původní genetické plány a napříště se soustředil spíše na šlechtění určitých specifických vlastností vybraných rodů a opačnou snahu – zabránit, aby se ještě někdy v budoucnosti Kwisatz Haderach narodil.

### Ovládání těla
Benegesseriťanky dokážou dokonale ovládat své tělo. V souboji se pohybují tak rychle, že některé jejich pohyby nejsou ani okem viditelné. Kromě toho dokážou na několik minut zadržet dech, překonávat velké horko i mráz nebo ve svém těle zadržovat nebezpečné viry v latentní podobě. Převážná většina nemocí je nemůže ohrozit na životě. Díky dokonalému ovládání svých vnitřních tělesných pochodů dovedou po koitu automaticky spustit oplodnění (nebo mu zabránit) a dokonce ovlivnit pohlaví narozeného dítěte. Podle čichu a chuti poznají složení většiny látek. Svůj čich (kromě jiných schopností) využívají i při odhalování Tvarových tanečníků (genetických mutantů, kteří na sebe dokážou vzít podobu libovolného člověka), pro něž je příznačný určitý feromon. Pouze nejlepší Tvarové tanečníky nejsou schopny odhalit ani benegesseritské Sestry. Pro Sestry je rovněž příznačné ovládání vlastních emocí, jako hněvu nebo strachu. 
Teoreticky jsou schopny přebudovat svůj metabolismus tak, aby se na nich neprojevovalo stárnutí, a zůstat tak věčně mladé. Reálně však mají zakázáno tuto schopnost využívat, protože by to mohlo na Sesterstvo přivolat nežádoucí pozornost. Tento příkaz porušila Alia Atreidová. 

### Paměť
Členky Sesterstva jsou naučeny speciálním mnemotechnickým dovednostem a fotografické paměti, což jim umožňuje v krátkém čase vstřebat ohromné množství informací, zapamatovat si drobné detaily nebo dávné útržky rozhovorů. U Ctihodných matek se tato schopnost spojuje se zděděnými vzpomínkami, díky čemuž mají benegesseriťanky ohromné znalosti.
Pomocí hypnózy dokážou oklamat paměť jiných osob, takže si například nezapamatují rozhovor, který se uskutečnil. Tato metoda však není příliš spolehlivá. 

### Komunikace
Benegesseriťanky jsou cvičeny k rozličným způsobům tajné komunikace. Kromě toho, že ovládají celou řadu cizích a tajných jazyků, dokáží se navzájem domlouvat dalšími způsoby, například pomocí tajné prstové abecedy (kterou běžný pozorovatel zpravidla ani nepostřehne), pomocí doteků (což lze využít například potmě nebo když je třeba se dorozumět naprosto tiše) nebo vložit do běžného projevu slovo se specifickým přízvukem nebo významem, jímž sdělí zasvěcenému posluchači tajnou zprávu.
Některé z těchto technik od Bene Gesseritu dokázali převzít i ostatní válečníci Impéria, kteří si vytvořili vlastní kódované jazyky. 
Kromě toho dokáží benegesseriťanky výborně odezírat ze rtů. Dobře také ovládají směrovaný šepot, který může slyšet jen vybraný posluchač. 

### Mluvčí pravdy
Některé sestry, nazývané Mluvčí pravdy, mají schopnost rozeznat jakoukoli lež. Používají se často jako přísedící u soudu a po mnoho staletí je nebylo možné žádným způsobem oklamat. Poprvé se to podařilo Ghanimě Atreidové, která se hlubokou autohypnózou přesvědčila o smrti svého bratra. 
Obecně i běžné benegesseriťanky jsou vycvičeny k vynikajícím pozorovacím schopnostem, takže je velmi nesnadné je oklamat nebo před nimi ukrýt své tajné myšlenky. 

### Hlas
Benegesseritská dovednost, označovaná jako Hlas, umožňuje vydat posluchači příkaz, jejž uposlechne dřív, než se mu rozumem dokáže vzepřít. Ovládání Hlasu je tím lepší, čím blíže je benegesseriťanka seznámena s povahou i psychickým rozpoložením svého posluchače. Nejlepší ze sester dokážou vydat i příkaz k sebevraždě. Obecně je však možné se naučit, jak vlivu Hlasu nepodlehnout. V pozdějších staletích si Ctěné matre dokonce vytvoří specifický reflex, že na použití Hlasu reagují okamžitým útokem. 

### Missionaria protectiva
Program Bene Gesseritu, s nímž vybrané Sestry putují na odlehlé planety Impéria, kde zasévají mezi lid pověry, jejichž smyslem je propagace Bene Gesseritu. Sestry se tak stanou na příslušné planetě součástí lidových pověstí, a když v budoucnosti některá z nich na planetě uvízne, lid si jí váží a poskytne jí ochranu. Misionaria protectiva pomohla například Jessice Atreidové stát se členkou fremenského síče na Arrakis. 

### Zkouška gom džabbárem
Gom džabár je prudký jed, který Bene Gesserit používá při zkoušce svých nových členek. Zkouška probíhá tak, že potenciální Sestra vloží svou ruku do zvláštního přístroje, který jí způsobí nesmírnou bolest (ve skutečnosti pouze simulovanou, takže nedochází k žádnému poškození, o čemž ale zkoušená neví). Zároveň jí její školitelka přiloží ke krční tepně jehlu s gom džabbárem na špičce. Zkoušená Sestra nesmí svou ruku z krychle vyjmout, jinak ji školitelka gom džabbárem usmrtí. Během zkoušky zároveň zkoušenou Sestru pozorně sleduje, aby viděla její chování během krizové situace.

## Historie

### Původ
V době Služebnického džihádu (201 p. G. – 108 p. G.), nesmiřitelné války mezi lidmi a myslícími stroji, se u některých žen na planetě Rossaku vyvinula zvláštní telepatická schopnost. Tyto ženy, nazývané čarodějky z Rossaku, tvořily uzavřenou společnost, jejíž nejlepší členky se účastnily sebevražedných útoků za Ligu vznešených, při nichž použily své mentální síly ke zničení mozků kymeků (kyborg s lidským mozkem a mechanickým tělem). Pro čarodějky byla charakteristická naprostá oddanost jejich společnosti, ale také určité pohrdání ostatními lidmi. 
Později ke speciálnímu výcviku mysli čarodějky připojily i shromažďování informací o silných genetických liniích lidstva. Když se na Rossak na konci Služebnického džihádu rozšířil nebezpečný virus, vytvořený myslícími stroji, hrozilo čarodějkám i všem ostatním obyvatelům Rossaku vyhynutí. Na planetu proto přišla lékařka Raquella Berto-Anirulová, vnučka nejvyššího velitele Voriana Atreida, jež se pokoušela na virus najít lék – i přes odpor vůdkyně čarodějek Ticie Cenvy, která věřila, že virus zabije slabé jedince, a přispěje tak k vylepšení genofondu lidstva. Raquella sama onemocněla virem, ale uzdravili ji deformovaní pralesní lidé, kteří v džungli objevili léčivý pramen. Ticie však s nenávistí pozorovala, že se Raquella uzdravila a pokusila se ji otrávit. Jed však měl nečekaný účinek – vyvolal v Raquelle matné zděděné vzpomínky a přetransformoval její metabolismus tak, že byla schopna ve svém těle vyrábět lék na vražedný virus. Když Ticia viděla svůj neúspěch, spáchala sebevraždu. Raquella se poté postavila do čela rossackých čarodějek a rozhodla se je přebudovat na sesterstvo, které se bude zabývat výcvikem těla i ducha a šlechtěním pozoruhodných lidských vlastností. Tak byl položen základ Bene Gesseritu. 

### Selhání genetického programu
Postupně se hlavním cílem Bene Gesseritu stalo vyšlechtění Kwisatze Haderacha – muže s dokonalými zděděnými vzpomínkami a předzvěstnou schopností. Tento projekt trval devadesát generací. Když spěl k závěru, dostala benegesseriťanka Jessica za úkol porodit dceru vévodovi Leto Atreidovi. Tato dcera se pak měla stát ženou Feyda Rauthy Harkonnena, přičemž byla vysoká pravděpodobnost, že jejich syn bude Kwisatzem Haderachem. Jessica se však do Leta zamilovala a navzdory příkazu mu porodila syna Paula. Ten později uvízl na Arrakis, kde v něm vliv melanže vyvolal skryté schopnosti a Paul zjistil, že on je Kwisatz Haderach – projekt tedy dospěl ke svému závěru o jednu generaci dříve. Paul však odmítl s Bene Gesseritem spolupracovat a stal se imperátorem. Jeho syn, Leto II., mutant, který mohl žít tisíce let, veškeré benegesseritské projekty zastavil a ujal se jejich genetických plánů sám. Jeho hlavním cílem bylo vytvořit lidské jedince, které nebude možné sledovat předzvěstnou schopností – což se mu na konci vlády podařilo. Použil k tomu potomky rodu Atreidů a klony Duncana Idaha. Jak Leto uvedl, vážně uvažoval o úplném zničení Bene Gesseritu, protože se mu zdálo, že ohrožuje budoucnost lidstva. 

### Nové Sesterstvo
Sesterstvo však období Letovy vlády přečkalo a navázalo na jeho genetický program. Vzhledem k tomu, že projekt s Kwisatzem Haderechem se obrátil proti Sesterstvu, novým genetickým plánem bylo naopak zabránit, aby se ještě někdy Kwisatz Haderach narodil. Kromě toho Sesterstvo nadále pokračovalo v šlechtění specifických lidských vlastností – například většina Sester měla atreidské předky, aby je nebylo možné sledovat předzvěstnou schopností. Nadále tak Bene Gesserit zůstával jednou z nejmocnějších organizací v Impériu. 
Ze vzdáleného vesmíru začaly Impérium napadat tajemné ženy, které se nazývaly Ctěné matre. Později se ukázalo, že pocházejí z odpadlických benegesseriťanek, Rybích mluvčí (fanatických bojovnic Leta II.) a tleilaxanských žen. Jejich schopnosti se v mnohém podobaly těm benegesseritským, avšak postrádaly zděděné vzpomínky a s nimi i vzájemnou pospolitost, naproti tomu byly mnohem nebezpečnější v boji, imunní vůči hlasu a užívaly sexu ke zotročování mužů. Byly také daleko početnější, takže představovaly pro Sesterstvo vážnou hrozbu. Matka představená Darwi Odradová pak došla k jedinému možnému řešení – obě skupiny sloučit. Bene Gesseritu se podařilo zajmout Ctěnou matre Murbellu, jíž poskytl benegesseritský výcvik a Murbella pochopila, že se od sebe mohou vzájemně mnohé naučit. Díky svému dvojímu výcviku přemohla Velkou ctěnou matre a Darwi Odrardová ji před smrtí určila za svou nástupkyni, takže Murbella stanula v čele spojeného Sesterstva.
Některé benegesseriťanky však s tímto sloučením nesouhlasily a pod vedením Duncana Idaha a Sheeny prchly do neznámého vesmíru.

## Slabosti Bene Gesseritu

### Závislost na melanži
Ctihodné matky jsou závislé na melanži, která jim dává některé schopnosti. Každá osoba, která ji pravidelně konzumuje, se stane závislou. Přerušení konzumace melanže u závislé osoby ji zabije. Melanž je velmi drahá a žádaná, proto Bene Gesserit nejvíce ohrožuje ztráta zásoby koření.

## Některé významné benegesserriťanky
- Raquella Berto-Anirulová – lékařka z Poritrinu, vnučka Voriana Atreida, zakladatelka Bene Gesseritu
- Gaius Helena Mohiamová – o deset tisíciletí později imperiální Mluvčí pravdy, tajná matka Jessiky Atreidové
- Anirul Corrinová – manželka imperátora Shaddama IV., na příkaz Bene Gesseritu mu porodila pouze dcery
- Jessica Atreidová – konkubína vévody Leta Atreida, která z lásky k němu odmítla porodit jeho dceru a místo toho dala život synu Paulovi
- Irulán – nejstarší dcera imperátora Shaddama IV., která se proti své vůli stala manželkou Paula Atreida, aby tak získal nárok na imperiální trůn. Přestože měla benegesseritský výcvik, nikdy nebyla příliš schopnou benegesseriťankou
- Darwi Odradová – o pět tisíciletí později matka představená Bene Gesseritu z rodu Atreidů, která obětovala život, aby mohlo Sesterstvo splynout s nebezpečnými Ctěnými matre. Před smrtí předala své zděděné vzpomínky Murbelle a Sheeně, v jejichž myslích pak její osobnost hrála významnou úlohu
- Murbella – Ctěná matre zajatá Bene Gesseritem, která pochopila, že obě Sesterstva musejí spolupracovat, a tak stanula v jejich čele. Milenka Duncana Idaha, s nímž měla čtyři dcery, rovněž vychované Bene Gesseritem
- Sheena – dívka z Arrakis, patrně z rodu Atreidů, která dokázala ovládat ohromné písečné červy. Proto ji Bene Gesserit získal do svých řad. Později uprchla s lodí Duncana Idaha do neznámého vesmíru